# Jeff Jones (allenatore di pallacanestro)
Jeffrey Allen Jones, detto Jeff (Covington, 29 giugno 1960), è un ex cestista e allenatore di pallacanestro statunitense.

## Carriera
È stato selezionato dagli Indiana Pacers al quarto giro del Draft NBA 1982 (77ª scelta assoluta).

## Palmarès
- Campione NIT (1992)